# Brand einer Ethylenpipeline und eines Acrylnitriltanks in Worringen
Der Brand einer Ethylenpipeline und eines Acrylnitriltanks in Worringen war eine Brandkatastrophe, die sich am 17. März 2008 auf dem Gelände der Chemie-Firma Ineos Manufacturing Deutschland ereignete.

## Störfall
Am 17. März 2008 um 14:30 Uhr trat am Standort Köln-Worringen Ethylen aus der Hauptrohrleitung aus, die den Standort an die europäische Ethylen-Pipeline anbindet. Das ausströmende Gas entzündete sich und ein in der Nähe befindlicher Vorratstank, in dem 3000 m³ giftiges Acrylnitril lagerten, fing ebenfalls Feuer. Das Feuer der Pipeline konnte nicht gelöscht werden, da ansonsten akute Explosionsgefahr bestanden hätte. Nach dem Absperren der Pipeline erlosch dieses Feuer nach 4½ Stunden.
Der brennende Acrylnitriltank konnte erst mit einem zweiten großen „Schaumangriff“ nach ca. 9½ Stunden gelöscht werden. Dazu wurden ca. 25 Minuten lang 55.000 Liter Wasser pro Minute benötigt. Das Wasser dafür wurde unter anderem aus dem Rhein entnommen. Ein erster „Schaumangriff“ war wegen unzureichender Wassermengen gescheitert. Bei dem Großbrand waren insgesamt 1200 Feuerwehrleute der Werkfeuerwehr Chempark, der Feuerwehr Köln und der umliegenden Feuerwehren im Einsatz.
Das nordrhein-westfälische Landesamt für Natur, Umwelt und Verbraucherschutz und die Werkfeuerwehr führten regelmäßige Schadstoffmessungen durch. Bis zu 16 Messfahrzeuge waren im Einsatz.
Am folgenden Tag wurde vormittags in Köln-Worringen an drei verschiedenen Stellen eine erhöhte Acrylnitril-Konzentration in der Luft gemessen (5 ppm). Die Bewohner Worringens wurden aufgefordert, weiterhin bei geschlossenen Fenstern und Türen in den Häusern zu bleiben. Diese Vorsichtsmaßnahme wurde nach weiteren Messungen, die unter dem Anhaltswert von 3 ppm lagen, um 19:30 Uhr aufgehoben.

## Nachwirkung
Mitarbeiter, die die Pipeline gewartet hatten, wurden befragt, aber die Ursache für den Brand konnte nicht ermittelt werden. Man nimmt an, dass es nach einer Undichtigkeit der Pipeline zu einer elektrischen Entladung kam, die das Feuer auslöste.
INEOS hat ein unabhängiges Gutachterunternehmen beauftragt, in Worringen und in der Umgebung um das Werk Bodenproben auf erhöhte Acrylnitril-Konzentrationen zu untersuchen.
Die Kommission für Anlagensicherheit (KAS) gab in der Folge neue Empfehlungen für Betriebsbereiche in räumlicher Nähe zu Rohrfernleitungen heraus.